# Sentier de grande randonnée 10
Le sentier de grande randonnée 10 ou GR 10 est un sentier de grande randonnée français qui suit la chaîne des Pyrénées, reliant la mer Méditerranée à l'océan Atlantique.

## Présentation
D'ouest en est, il commence par grimper les flancs des collines du Pays basque depuis Hendaye au bord de l'océan Atlantique, sur la Côte basque, puis rejoint la mer Méditerranée à Banyuls-sur-Mer sur la Côte Vermeille, soit un parcours de 916 km. Le GR 10 est entièrement balisé en 1975.
Alternant la piste forestière, la route et le sentier de montagne, il permet au randonneur la découverte complète de ce massif.
Pour le parcours complet, un randonneur doit, en moyenne, compter une cinquantaine de jours, quelques petites variantes pouvant rallonger ou raccourcir la distance totale.
Le plus haut col emprunté par cet itinéraire est celui de la Hourquette d'Ossoue dans le massif du Vignemale (Hautes-Pyrénées) à 2 734 m d'altitude.
Le GR 10 a un jumeau, le GR 11, qui est son équivalent sur le versant sud (Espagne) ; le GR 10 est entièrement situé en France. Entre le GR10 français et le GR11 espagnol se situe la Haute randonnée pyrénéenne. Des itinéraires transpyrénéens reliant les deux grands sentiers ont été établis à la fin des années 2010.
Le record de la traversée de Banyuls-sur-Mer à Hendaye est de 9 jours 9 heures et 12 minutes (record battu entre le 6 et 15 juillet 2020). Ce record a été réalisé par le traileur Français Erik Clavery pulvérisant le premier record officiel établi par Thierry Corbarieu en 2018 avec 12 jours et 10 heures,.
Le record de la traversée d'Hendaye à Banyuls-sur-Mer est de 11 jours 13 heures et 10 minutes (record battu entre le 10 et 21 juillet 2025). Le record est détenu par le nantais Antoine Clément, détrônant Antoine Sanchez qui avait établi un temps de 12 jours 5 heures et 22 minutes).

## Parcours

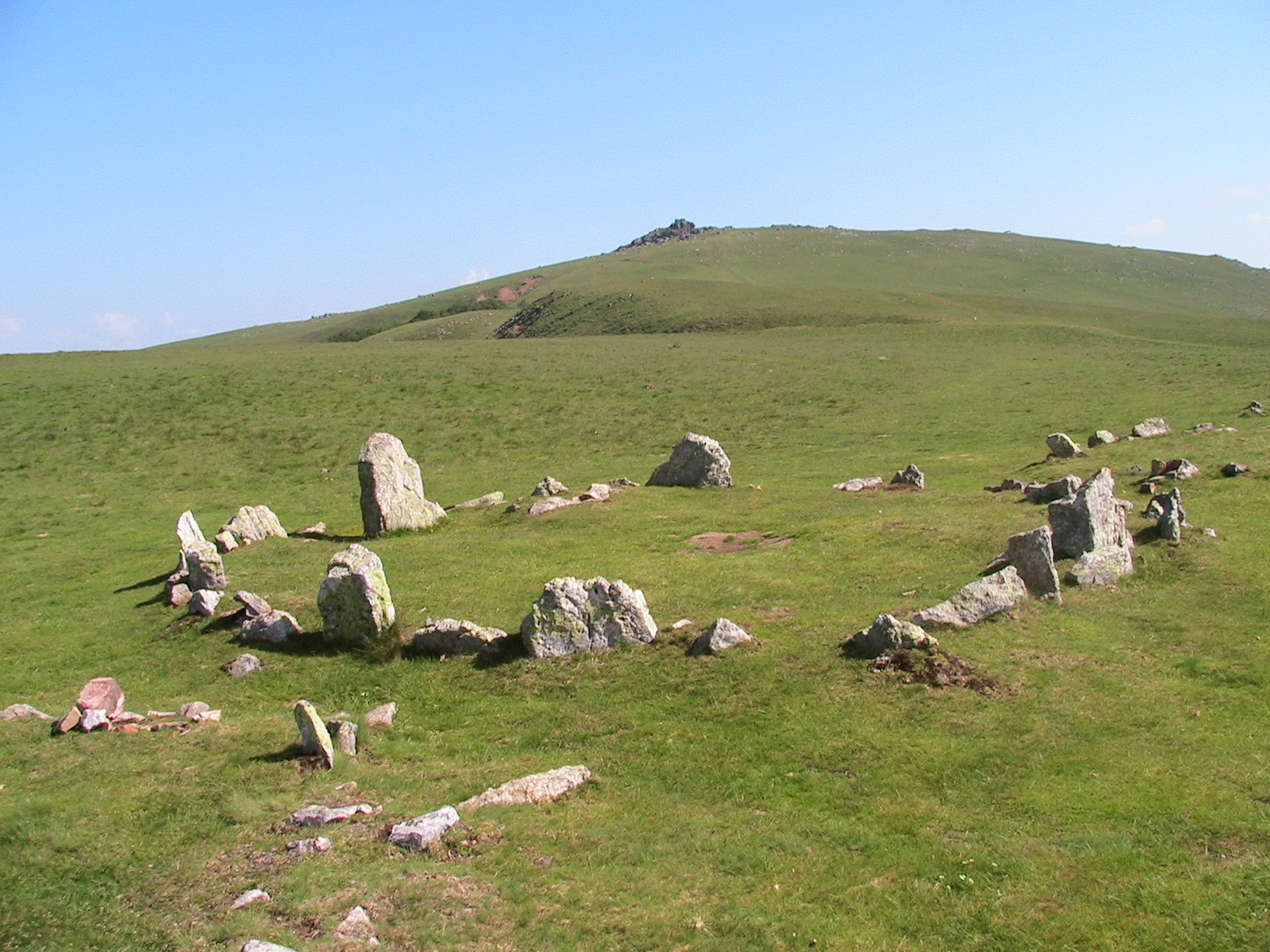
Cromlechs et mont Okabe en pays basque.

La première traversée des Pyrénées effectuée en 1807 de la mer Méditerranée à l'océan est attribuée au botaniste genevois Augustin-Pyramus de Candolle qui avait pour mission de répertorier la flore de l'empire.
Une première étude du tronçon Hendaye – Saint-Jean-Pied-de-Port a été réalisée dès 1965 par le bureau de Biarritz du Touring club de France par Claude Breguet, avec l'aide de Jean Gayon et Charles Etchepare. Le balisage débute avec la participation des Scouts de France et des Éclaireuses Éclaireurs de France de Bayonne. Cette portion occidentale du GR 10 ne donne alors lieu à aucune publication et tombe dans l'oubli.
En 1968, Charles Etchepare guide de la Pierre Saint-Martin à l'océan l'équipe de Georges Véron (fondateur de la Haute randonnée pyrénéenne) qui effectue sa première traversée intégrale de la chaîne.
Au printemps 1972, ces deux hommes proposent de réétudier le tronçon Hendaye – Saint-Jean-Pied-de-Port et de le compléter jusqu'à Larrau. À la fin de 1972, ils balisent en 11 journées consécutives les 130 km du parcours.
Une première édition du guide du GR 10 en Pays basque est publiée en 1973, et donne lieu par la suite à de nombreuses rééditions, à la suite des modifications de tracés et améliorations apportées pour s'éloigner des secteurs goudronnés, pouvant devenir envahissants.

### Hautes-Pyrénées

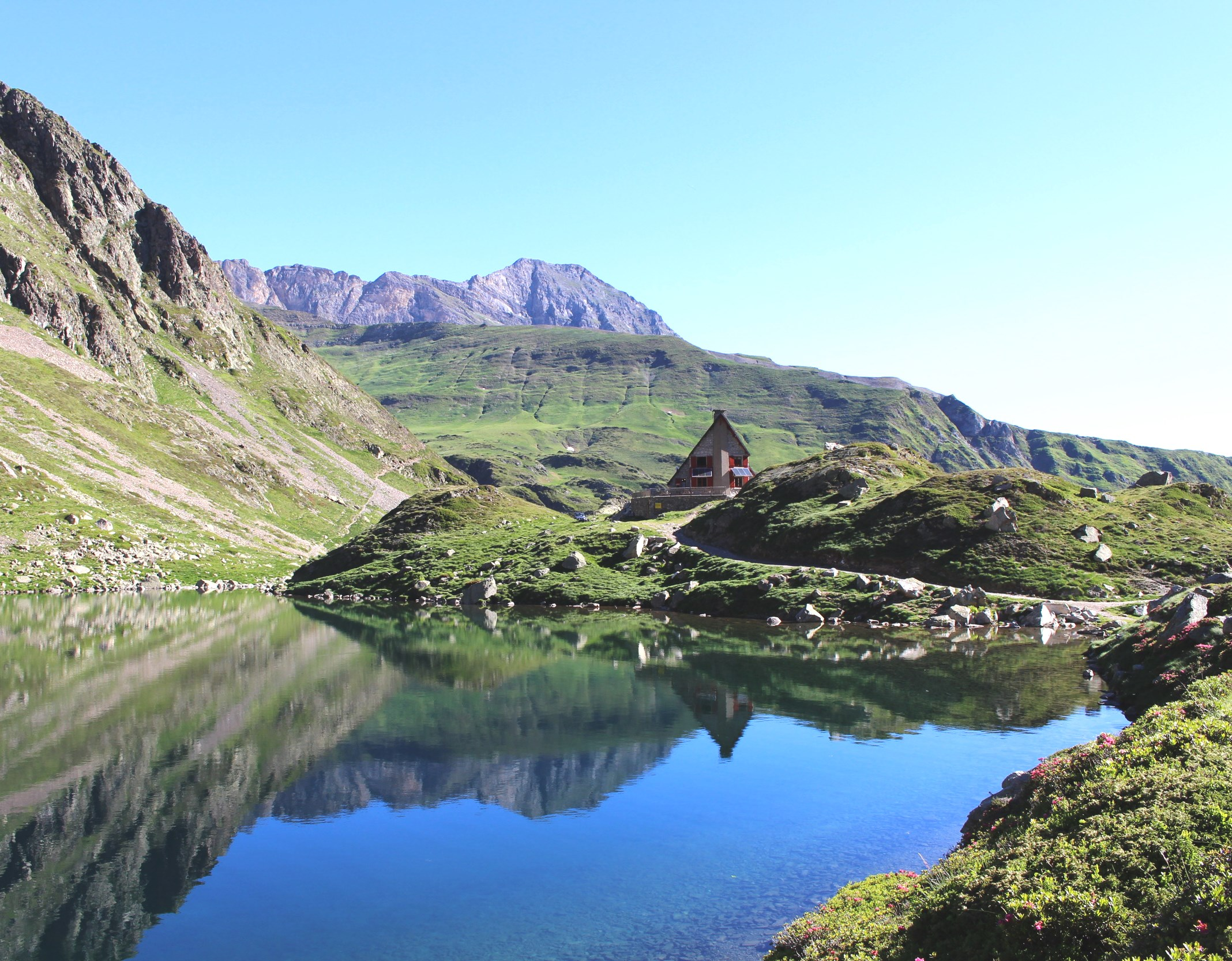
Le refuge d'Ilhéou à la pointe nord du lac Bleu en 2014.

Dans les Hautes-Pyrénées et l'ouest de la Haute-Garonne, le GR 10 a été créé en 1963 ; la cheville ouvrière en a été Jean Adisson. L'itinéraire est toujours entretenu par des bénévoles avec l'aide du Conseil départemental des Hautes-Pyrénées, sauf dans le parc national et la réserve naturelle nationale du Néouvielle où les interventions sont menées par le parc national des Pyrénées et les bénévoles de la Fédération française de randonnée pédestre qui assurent l'entretien léger et le balisage.
Le GR 10 entre dans les Hautes-Pyrénées sur le territoire de la commune d'Arbéost, à 1700 m à vol d'oiseau à l'ouest du col de Soulor qu'il dépasse par le sud après avoir franchi le col de Saucède (1 525 m) où aboutit le GR 101. Passée la chapelle Notre-Dame de Pouey-Laün et le gave d'Arrens, il monte au sud vers le lac d'Estaing et le refuge d'Ilhéou à 1 988 m au bord du lac Bleu d'Ilhéou, puis redescend à la station de Cauterets avant de remonter plein sud la vallée de Gaube qui traverse le parc national des Pyrénées pour atteindre le refuge des Oulettes de Gaube puis le refuge Baysselance dans le massif du Vignemale. Son tracé est alors relativement parallèle à la crête frontalière avec l'Aragon jusqu'au chalet de montagne de la Grange de Holle dans le secteur de Gavarnie avant de se diriger plein nord vers Luz-Saint-Sauveur, puis à l'est vers Barèges qu'il traverse ou contourne par une variante. En longeant le Bastan jusqu'au hameau de Tournaboup, il remonte alors le ruisseau dets Coubous vers le sud par des installations de la station de Barèges puis le ruisseau d'Aygues Cluses pour atteindre les lacs de Madamette, pénétrer dans la réserve naturelle du Néouvielle en serpentant entre ses lacs près desquels se trouvent plusieurs refuges gardés. Dans un environnement aménagé et desservi, il contourne par le nord Saint-Lary-Soulan, par Vielle-Aure, puis Azet, Loudenvielle et Germ pour s'élever vers la limite des Hautes-Pyrénées par le val d'Aube près du couret d'Esquiéry (2 131 m).

### Haute-Garonne

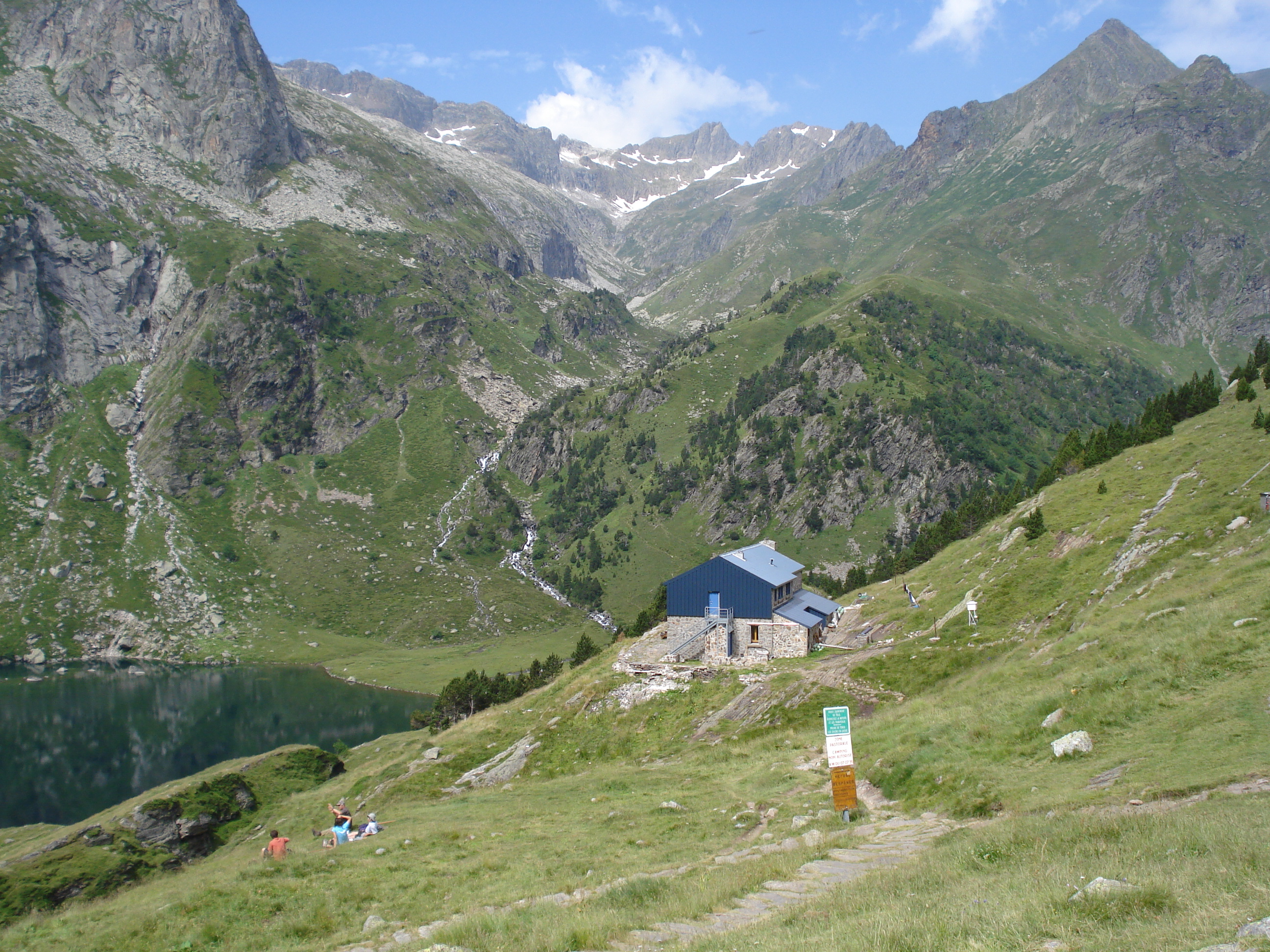
Le refuge gardé et le lac d'Espingo.

Le GR 10 entre dans la Haute-Garonne sur le territoire de la commune d'Oô par le couret d'Esquierry et rejoint les granges d'Astau (auberge, gîte d'étape). Dominé par la barrière des sommets de  plus de 3000 m, il monte alors au lac d'Oô, puis jusqu'à proximité du refuge d'Espingo, à partir duquel, par un parcours en balcon (hourquette des Hounts Secs, col de la Coume de Bourg) il rejoint la station de Superbagnères. Il descend alors près de 1200 m de dénivelé pour rejoindre la ville thermale de Bagnères-de-Luchon.
Après une courte section en vallée, il remonte par Juzet-de-Luchon, Sode et Artigue jusqu'à la crête frontière avec le Val d'Aran (pic de Bacanère, 2192 m) avant de redescendre dans la haute vallée de la Garonne à Fos.
La montée suivante, par Melles, le conduit à l'altisurface hivernale d'Uls, puis au col d'Auéran (2 176 m) où il entre en Ariège.

### Ariège

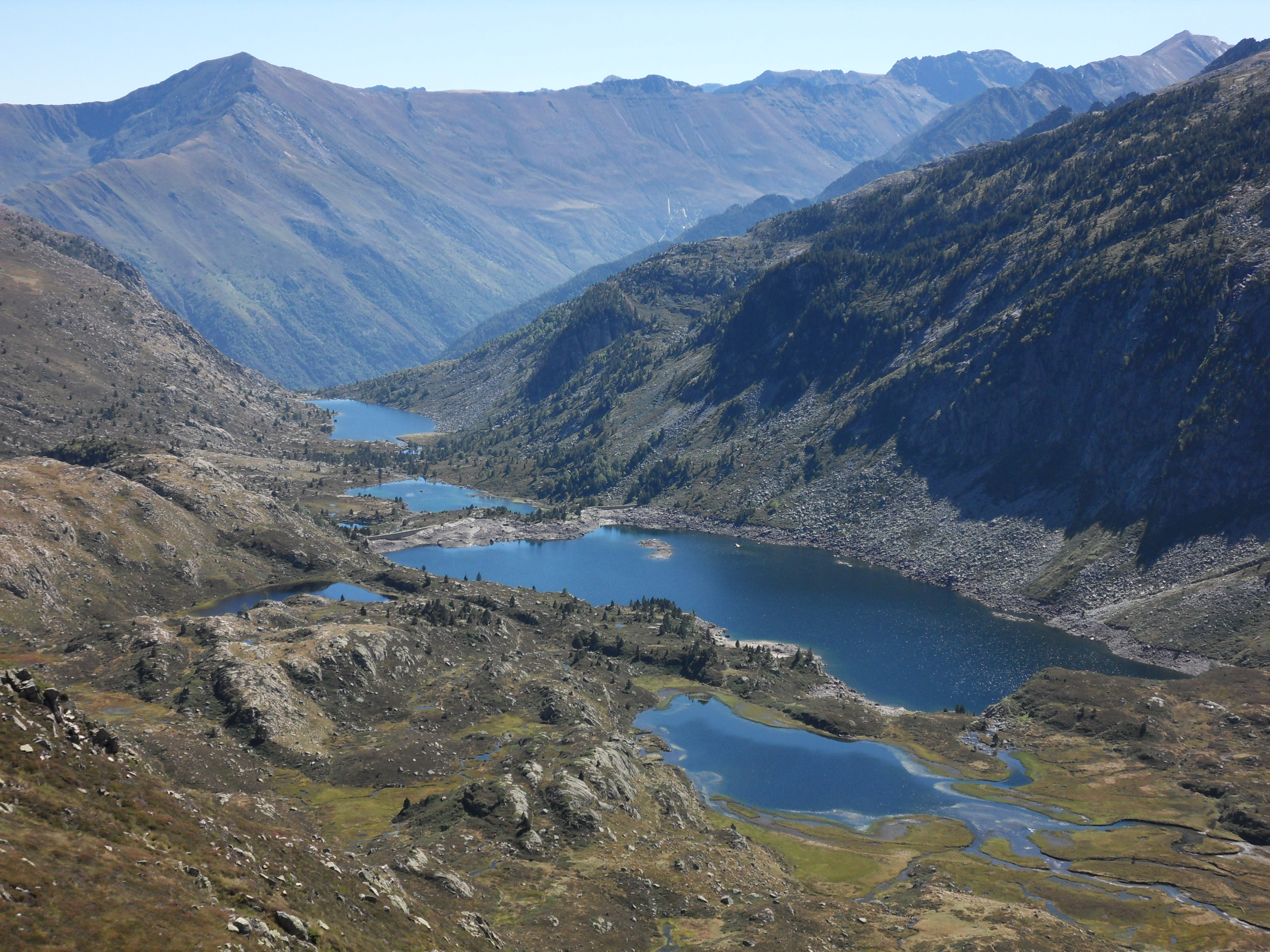
Les étangs de Bassiès longés par le GR10.

Le GR 10 entre à l'Ouest du département de l'Ariège par le col d'Auéran au nord du pic de Crabère (2 630 m) sur la commune de Sentein. Il rejoint alors le refuge gardé Jacques Husson (1 965 m) au bord de l'étang d'Araing.
Il redescend par le site des anciennes mines de Bentaillou jusqu'au village d'Eylie (commune de Sentein). Il aborde ensuite une longue section dépourvue de tout village, franchissant successivement quatre chaînons serrés : col de l'Arech (1802 m), clot du Lac (1826 m), col de Laziès (1845 m), col d'Auédole (1727 m), puis rejoint en balcon le col routier de la Core (1395 m).
Il descend le vallon d'Esbints jusqu'au hameau de Couflens de Betmajou, dans la vallée du Salat (540 m), puis attaque une longue montée jusqu'à un col dit Bouche d'Aula (1998 m) face au Mont Valier, avant de redescendre au village de Couflens par l'étang d'Areau et le col de Pause (1 525 m).
Le GR 10 continue de franchir des chaînons perpendiculaires, passant par Saint-Lizier d'Ustou, le domaine skiable de Guzet, la cascade d'Ars puis à proximité d'Aulus-les-Bains, les étangs et le refuge de Bassiès. Puis, par un long parcours en balcon passant par le barrage d'Izourt, il rejoint le village de Siguer.

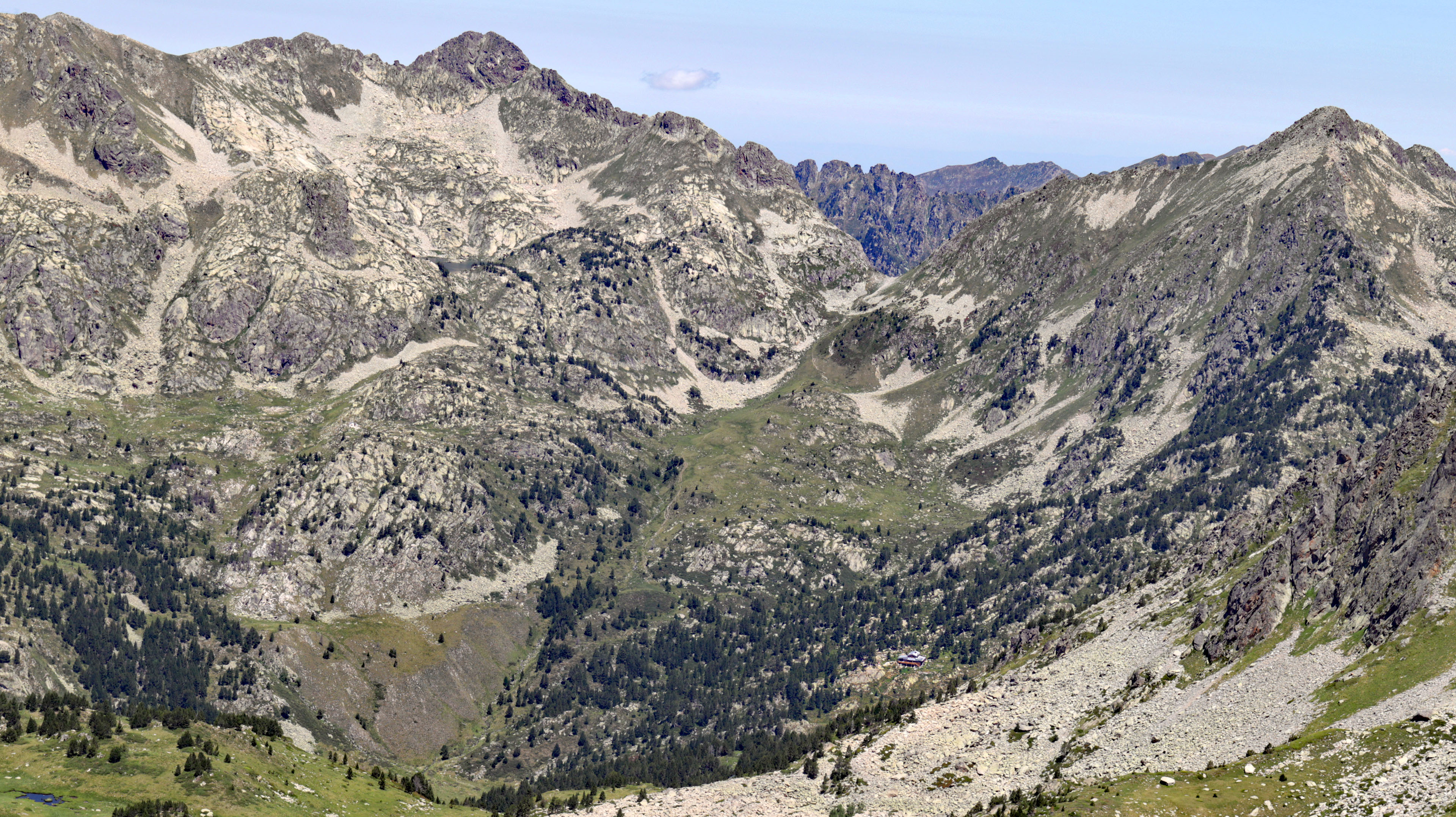
Refuge des Bésines (en bas), directement en dessous de la porteille des Bésines.

Abordant un secteur quasiment dépourvu d'habitants, il franchit plusieurs chaînons annexes (col du Sasc, col de Sirmont), passe en contrebas du barrage de Riète (accès RD520a) vers le plateau de Beille et, par un parcours de crête, accède au refuge du Rulhe, d'où il descend sur Mérens-les-Vals et franchit l'Ariège. Par Mérens-d'en-Haut et son ancienne église romane de style andorran, il remonte la vallée du Nabre, atteint le refuge des Bésines après avoir passé la porteille des Bésines (2 333 m), et rejoint le col de la Coume d'Agnel (2 470 m) par lequel il quitte l'Ariège.

### Pyrénées-Orientales

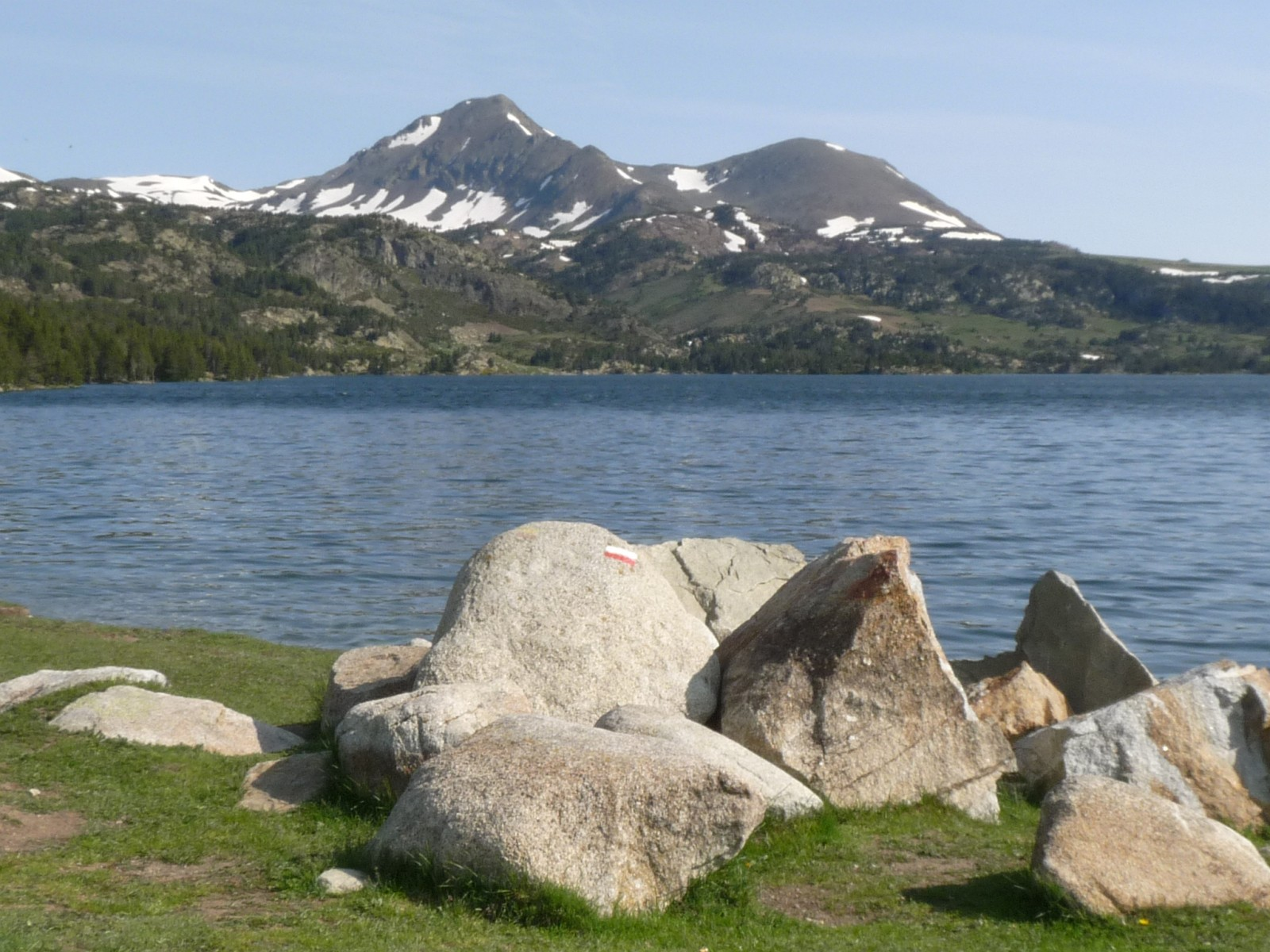
Le sentier longeant le lac des Bouillouses.

Dans le massif du Carlit, le GR 10 entre dans les Pyrénées-Orientales via l'estany de Lanós (étang de Lanoux) en Haute-Cerdagne où il croise le GR 7, passe la portella de la Grava (2 426 m) et atteint le lac des Bouillouses au sud duquel se trouve le refuge gardé des Bouillouses rouvert en décembre 2022 après une longue période de travaux. C'est ensuite la station de Bolquère - Pyrénées 2000, puis Planès où il rejoint le GR 36. Il traverse le Conflent par le massif du Canigou par la Carança et son refuge du Ras de la Carança, puis Mantet, le refuge de Mariailles, le refuge des Cortalets, Estanyol, pour se rendre en Vallespir par Batère et Arles-sur-Tech.
Il devient frontalier à partir de Montalba-d'Amélie, en suivant par les hauteurs de Reynès, Céret, et Las Illas pour finir par s'engager dans le massif des Albères via Le Perthus en passant par la tour Madeloc jusqu'à la côte Vermeille à Banyuls-sur-Mer, où il se termine.

## Association des Amis GR'distes
Cette association gère le site internet gr10.org et œuvre à la promotion de ce trek.
Les informations présentes sur ce site sont mises à jour régulièrement grâce à la collaboration des professionnels et des utilisateurs.
L'association "Les amis gr'distes" fait partie d'un mouvement dit des « communaux collaboratifs ». Une nouvelle forme d'organisation sociale fondée sur l'intérêt de la communauté plutôt que sur la seule satisfaction des désirs individuels.
Depuis 2015, l'Association Les Amis Gr'distes met à disposition des randonneurs souhaitant conserver un souvenir de leur traversée, un pass'port gr'diste qui régulièrement tamponné valide la traversée et donne droit à l'obtention d'un certificat de traversée des Pyrénées par le GR10. Ce document permet ainsi de conserver une trace de ce voyage.

## Patrimoine et sites remarquables

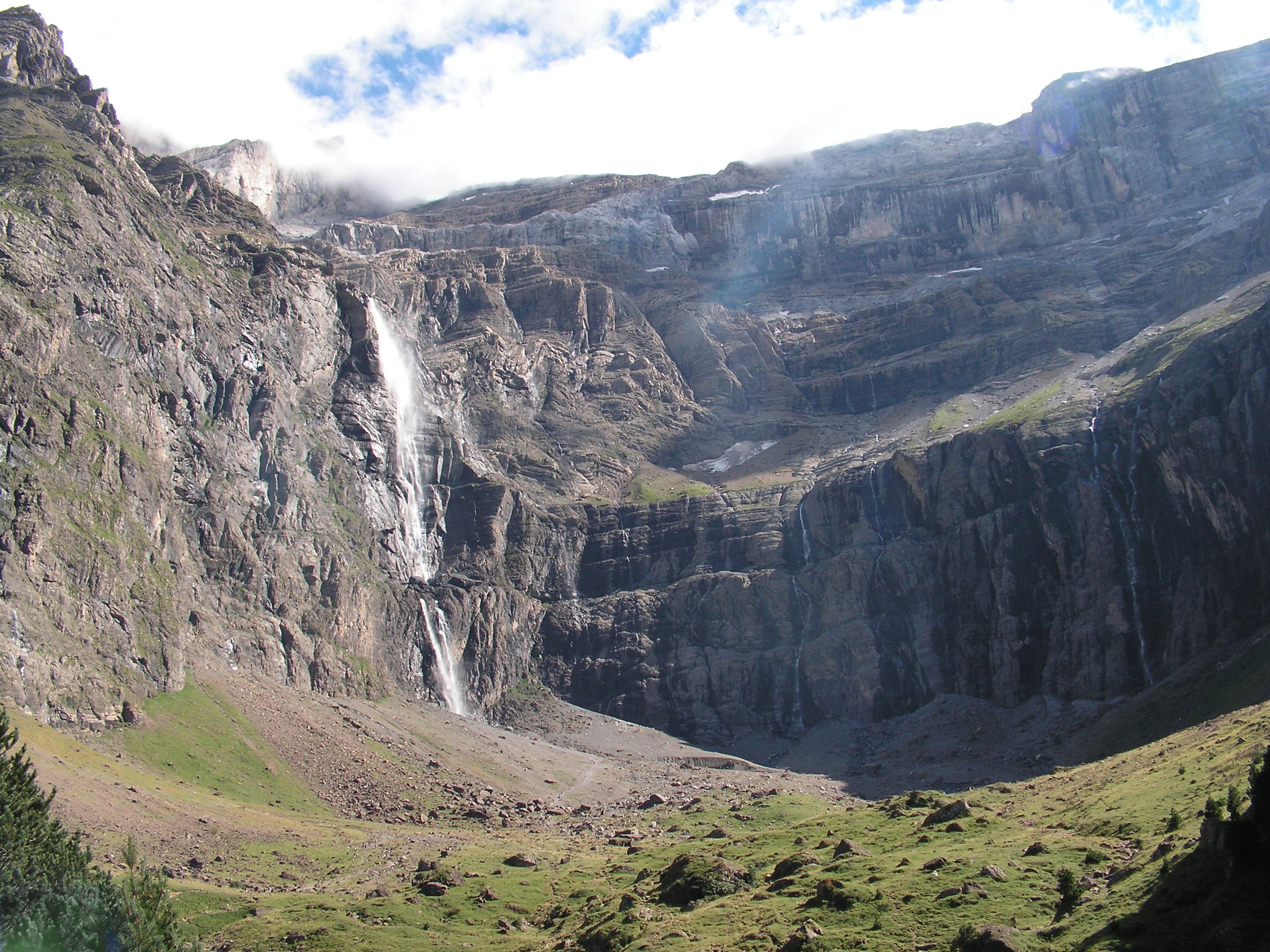
Cirque et cascade de Gavarnie.

On peut notamment citer :
- le cirque de Gavarnie ;
- la forêt d'Iraty ;
- le lac de Gaube ;
- le massif du Vignemale ;
- les lacs du Néouvielle ;
- la cascade d'Ars ;
- le village de Lercoul ;
- le désert et les lacs du Carlit ;
- le massif du Canigou ;
- le massif des Albères.

## Topoguide GR10
- Pyrénées Orientales : La Traversée des Pyrénées - GR10 - réf.1092, FFRandonnée, mai 2023, 130p,  (ISBN 978-2-7514-1243-1)
- Pyrénées Ariégeoises : La Traversée des Pyrénées - GR10 - Réf. 1090, FFRandonnée, mai 2021, 112p,  (ISBN 978-2-7514-1134-2)
- Pyrénées Centrales : La Traversée des Pyrénées - GR10 - Réf. 1091, FFRandonnée, mai 2022, 138p,  (ISBN 978-2-7514-1177-9)
- Pyrénées Occidentales : La Traversée des Pyrénées - GR10 - Réf. 1086, FFRandonnée, mars 2023, 130p,  (ISBN 978-2-7514-1248-6)

## Voir aussi

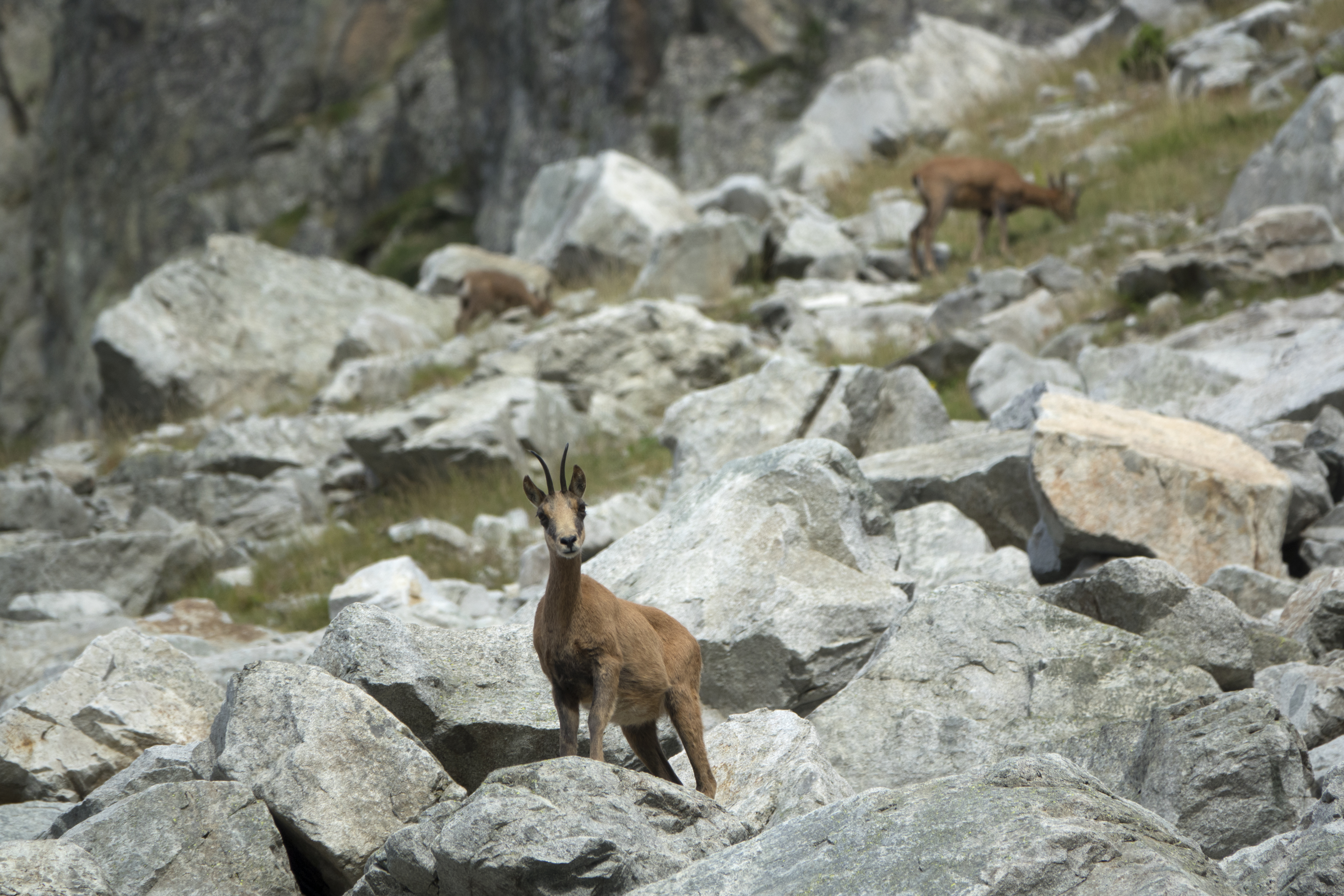
Isards vers le lac Bleu d'Ilhéou (Hautes-Pyrénées).